# Lerguldstekel
Lerguldstekel (Chrysis mediata) är en stekelart som beskrevs av Linsenmaier 1951. Chrysis mediata ingår i släktet eldguldsteklar (Chrysis) och familjen guldsteklar (Chrysididae). Arten är reproducerande i Sverige.